# Clavariachaete
Clavariachaete — рід грибів родини гіменохетові (Hymenochaetaceae). Назва вперше опублікована 1950 року.

## Класифікація
До роду Clavariachaete відносять 3 види:
- Clavariachaete peckoltii
- Clavariachaete rubiginosa
- Clavariachaete rubiginosum